# Барнетт, Эрин (футболист)
Эрин Барнетт (англ. Erin Barnett; 2 сентября 1996, Гибралтар) — гибралтарский футболист, защитник клуба «Бока Гибралтар» и сборной Гибралтара.

## Биография

### Клубная карьера
Родился в 1996 году в Гибралтаре и является воспитанником местного клуба «Лайонс Гибралтар», в котором и начал профессиональную карьеру. В 2016 Барнетт перешёл в состав клуба «Гибралтар Юнайтед», где на протяжении трёх сезонов являлся игроком основного состава. Летом 2019 года он вновь сменил команду и стал игроком клуба «Бока Гибралтар».

### Карьера в сборной
Впервые был вызван в основную сборную Гибралтара в июне 2014 года на товарищеский матч со сборной Мальты, однако на поле не вышел.
Летом 2015 года Барнетт в составе сборной Гибралтара принимал участие в Островных играх, где сыграл в трёх матчах группового этапа и в матче за 9 место, в котором Гибралтар уступил Аландским островам.
4 сентября того же года дебютировал за Гибралтар в официальных встречах, выйдя в стартовом составе на матч отборочного турнира чемпионата Европы 2016 против сборной Ирландии (0:4), в котором провёл на поле все 90 минут и получил предупреждение. В 2018 году он сыграл в трёх матчах Гибралтара в Лиге наций УЕФА.